# Quasillina brevis
Quasillina brevis är en svampdjursart som först beskrevs av James Scott Bowerbank 1861.  Quasillina brevis ingår i släktet Quasillina och familjen Polymastiidae. Inga underarter finns listade i Catalogue of Life.